# Споменик цару Душану у Београду
Споменик цару Душану налази се поред зграде Палате правде у Савској улици бр. 17, београдска општина Савски венац.
Фигура цара Душана у мермеру урађена је 1937. године за Народну скупштину у Београду, а по идеји вајара Драгутина Филиповића. Скулптура цара Душана требало је да стоји на једном од улаза у скупштину али до реализације није дошло. Гипсани рад стоји у холу Скупштине Србије. Првобитна фигура цара Душана урађена је у мермеру и тежила је 7.000 килограма, висине 3.20 метара.
Споменик по идеји Драгутина Филиповића откривен је 21. маја 2002. године.